# Norm Charlton
Pour les articles homonymes, voir Charlton.
Norman Wood Charlton III (né le 6 janvier 1963 à Fort Polk, Louisiane, États-Unis) est un ancien lanceur de relève des Ligues majeures de baseball. Surnommé The Sheriff, il a joué de 1988 à 2001 pour six équipes, dont les Reds de Cincinnati et les Mariners de Seattle.
Avec Cincinnati, Charlton s'est fait connaître au sein des Nasty Boys, un trio de releveurs particulièrement dominant au début des années 1990.

## Carrière
Ancien choix de première ronde (28e au total) des  Expos de Montréal en 1984, il passe aux Reds de Cincinnati dans un échange mineur en mars 1986.
Le gaucher fait ses débuts avec les Reds en août 1988 comme lanceur partant et effectue 10 départs, remportant 4 décisions contre 5 défaites.
À sa première saison complète en 1989, il est utilisé en relève uniquement et termine avec un dossier victorieux de 8-3 et une bonne moyenne de points mérités de 2,93 en 95 manches et un tiers lancées.
En 1990, il entreprend 16 parties mais apparaît à 40 reprises comme releveur. Il protège deux victoires durant la saison et remet une fiche de 12-9. Il abaisse de plus sa moyenne de points mérités à 2,74.
Aux côtés de ses coéquipiers releveurs Rob Dibble et Randy Myers, Charlton se montre solide au monticule durant la conquête de la Série mondiale 1990 par Cincinnati. En Série de championnat de la Ligue nationale, il n'accorde qu'un point mérité aux Pirates de Pittsburgh en quatre sorties, pour une moyenne de 1,80. En grande finale, il blanchit les Athletics d'Oakland pendant une manche.
Durant la saison 1991, sa moyenne n'est que de 2,99 en 108 manches et un tiers lancées. Utilisé comme stoppeur en 1992, Charlton enregistre un sommet personnel de 26 sauvetages et participe au match des étoiles. Après la saison, il est échangé aux Mariners de Seattle en retour du frappeur de puissance Kevin Mitchell, et il préserve 18 victoires pour l'équipe de la Ligue américaine.
Après une saison d'inactivité, Charlton effectue en 1995 un retour dans la Ligue nationale pour les Phillies de Philadelphie, avec qui il a signé comme agent libre. Il perd toutefois cinq de ses sept décisions et sa moyenne s'élève à 7,36. Congédié par le club, il se voit offrir une nouvelle chance à Seattle. Les Mariners lui confient la balle en fin de match, comme c'était le cas deux années plus tôt. Le gaucher s'avère efficace avec 14 sauvetages et une moyenne de points mérités de 1,51 de juillet à octobre. Il aide les Mariners à atteindre les séries éliminatoires pour la première fois de l'histoire de la franchise. Il accorde 2 points en 7 sorties et 13 manches et un tiers lancées en matchs d'après-saison, mais Seattle s'incline devant Cleveland en Série de championnat de la Ligue américaine.
Charlton protège 20, puis 14 victoires, en 1996 et 1997 et blanchit l'adversaire au cours des éliminatoires de 1997.
Après avoir éprouvé des difficultés lors d'une saison 1998 partagée entre les Orioles de Baltimore et les Braves d'Atlanta, il passe une saison chez les Devil Rays de Tampa Bay puis retourne en 2000 là où il avait commencé sa carrière, à Cincinnati, mais ne lance que trois manches.
Il joue sa dernière saison à Seattle, qui lui offre un nouveau contrat comme agent libre. En 44 sorties en relève, il remporte 4 de ses 6 décisions, enregistre un dernier sauvetage, et présente une moyenne de points mérités de 3,02. Les Mariners, tout comme en 1995 et 1997, se rendent en éliminatoires. Charlton blanchit l'adversaire en trois sorties lors de la Série de division et de la Série de championnat.
Il prend sa retraite avec 51 victoires et 97 sauvetages en 605 parties jouées.
Norm Charlton a été instructeur dans l'enclos de relève chez les Mariners de Seattle en 2008, mais son contrat n'a pas été renouvelé, à l'instar des autres instructeurs du club, à la suite de la nomination de Don Wakamatsu comme manager en novembre 2008.